# Incontinence fécale
Pour les articles homonymes, voir Incontinence.
Le terme d'incontinence fécale désigne le fait de ne pas pouvoir retenir ses déjections et/ou les gaz intestinaux en cas d'incontinence anale. Elle peut résulter d'une colostomie consécutive à un traitement du cancer de l'anus ou d'un relâchement sphinctérien, le plus souvent dû à l'âge. Elle peut fortement affecter la qualité de vie.
Il est aussi question d'incontinence anale due à une imperforation anale durant la naissance.

## Éléments de définition
Selon l'Anses (2022), l’incontinence anale est la perte involontaire de selles et/ou de gaz par l’anus dans des conditions socialement inadaptées (ou constituant un problème social ou d’hygiène). On parle d'incontinence fécale quand il y a « perte incontrôlée de selles pendant plus de 3 mois chez un individu âge de plus de 4 ans ».
Elles peuvent fortement dégrader la qualité de vie des patients atteints.

## Prévalence
La prévalence de l'incontinence fécale est estimée par l'Anses à 11% chez les hommes et 13% chez les femmes chez les plus de 65 ans, et à 30-50% dans les unités de long-séjour et les unités de psychogériatrie.
Selon Macmillan la prévalence de l'incontinence anale (incluant les flatulences) varie entre 2 et 24% ; alors que la prévalence de l’incontinence fécale stricte varie entre 0,4 et 18% dans la population générale, mais pour atteindre 50% chez des sujets âgés placés en institution (EHPAD...).
Les taux de prévalence varient selon la définition retenue (inclusion ou non de l’incontinence fécale limitée aux gaz, fréquence des symptômes, etc.) et manquent de précision en raison du fait que nombre de patients concernés n’en parlent pas spontanément à leur médecin, le sujet étant encore relativement tabou. Chez 10 000 français de plus de 15 ans sondés par la Société Nationale Française de Colo-Proctologie, 16% disent avoir eu des troubles de la continence fécale dans l’année précédente.

## Facteurs de troubles de la continence anale
L'incontinence est un symptôme et non une pathologie  Or, le contrôle des sphincters de l'anus est un phénomène complexe qui se met en place chez le nourrisson et peut ensuite se dérégler avec l'âge : deux sphincters doivent être conjointement fonctionnels (sphincter interne et sphincter externe de l’anus, ainsi que le muscle pubo-rectal), et ce durant la vie active comme durant le sommeil ; le rectum doit jouer son rôle de réservoir élastique et de siège de la sensation du besoin de déféquer, le côlon doit musculairement pousser des matières fécales d'une consistance normale ; et le comportement et contexte psychosocial et affectif de la personne doit être convenir à ses besoins de sécurité, d'intimité, d'hygiène...
Les défauts de continence sont souvent multifactoriel ; une ou plusieurs anomalies des éléments listés ci-dessus facteurs suffit à entraîner une incontinence anale et/ou fécale.
La médecine différencie deux types d'incontinences fécales (qui peuvent conjointement exister chez un même personnes).
1. incontinences d’origines périnéale : elle sont liés à une ou plusieurs lésions du sphincter anal (ex. suite d’accouchement, chirurgie ano-rectale, etc.), la neuropathie pudendale, certaines atteintes du rectum (rectocolite hémorragique, maladie de Crohn, infiltration de la paroi rectale par une tumeur, chirurgie rectale, etc.) et les troubles de la statique rectale[1].

1. incontinences d’origine extra-périnéale (sans lésions périnéales) : il s'agit par exemple des effets d'une diarrhée aiguë (même chez des personnes ayant une bonne fonction anale) ou d'une diarrhée chronique, de  constipations et obstructions (fécalome, néoplasie rectale, etc.), cas les plus fréquents chez les personnes âgées[1]. 
Des pathologies neurologiques centrales peuvent aussi être en causes (ex : sclérose en plaques, traumatismes médullaires, démence...)[1]. 
Une incontinence anale peut aussi résulter de neuropathies périphériques ou d'atteinte du système nerveux autonome en cas de diabète, alcoolisme, carences nutritionnelles, insuffisance rénale chronique, maladies auto-immunes, etc. (selon l'Association française de formation médicale continue en hépato-gastro-entérologie, 2009)[1].

On différencie aussi des incontinences fécales : 
- passives (perte de selles sans que l’individu en ait conscience et sans qu'il ressente le besoin de déféquer, le plus souvent lors d’efforts physiques mais parfois au repos ou la nuit) ;
- active (besoin conscient mais trop rapide et impérieux pour laisser le temps d'atteindre des toilettes. Ce type d'incontinence est souvent accompagné de diarrhée, d'où un rectum vide et de suintements (Association française de formation médicale continue en hépato-gastro-entérologie, 2003).

Une incontinence fécale peut traduire une diminution des capacités de réservoir du colon et surtout du rectum à la suite d’un processus d’inflammation ou d’autre anomalie de la paroi intestinale, ou une diminution de la fonction de l’anus (devenu peu tonique ou se contractant mal, par exemple à la suite d'une plaie ou une déchirure passée des sphincters de l’anus, ou à cause de troubles de la commande nerveuse des sphincters). Ces troubles peuvent être la conséquence d'une chirurgies au niveau de l’anus (chirurgie des hémorroïdes, des fistules ou de la fissure anale), mais aussi des complications d'un l’accouchement ou ils peuvent résulter d'un traumatisme indirects du système des nerfs du petit bassin et/ou du périnée (ex : séquelles d'un accouchement compliqué ou d'efforts importants de poussée chez des personnes constipées chroniques, etc.). Une incontinence mixte (urinaire et fécale), chez la personne âgée peut résulter d'une altération des fonctions cognitives ou parfois d'un manque de temps ou d'assistance pour atteindre les toilettes.